# Whitney Houston: I Wanna Dance with Somebody
Cet article concerne le film biographique. Pour la chanson, voir I Wanna Dance with Somebody (Who Loves Me).
Pour plus de détails, voir Fiche technique et Distribution.
Whitney Houston: I Wanna Dance with Somebody, ou simplement I Wanna Dance with Somebody, est un film américain réalisé par Kasi Lemmons, sorti en 2022.
Il s'agit d'un film biographique consacré à la chanteuse Whitney Houston.

## Synopsis
Le film fait le portrait de Whitney Houston, qu'on surnommait « The Voice » (La Voix), de ses débuts comme choriste pour sa mère dans le New Jersey à son statut de vedette. Le biopic est ponctué des chansons les plus emblématiques de la star.

## Fiche technique
Sauf indication contraire, les informations mentionnées dans cette section peuvent être confirmées par la base de données cinématographiques IMDb,  présente dans la section « Liens externes ».
- Titre original : Whitney Houston: I Wanna Dance with Somebody
- Réalisation : Kasi Lemmons
- Scénario : Anthony McCarten
- Musique : Whitney Houston, Chanda Dancy
- Direction artistique : David Offner
- Décors : Gerald Sullivan
- Costumes : Charlese Antoinette Jones
- Photographie : Barry Ackroyd
- Montage : Daysha Broadway
- Production : Clive Davis, Patricia Houston, Matt Jackson, Jeff Kalligheri, Thad Luckinbill , Trent Luckinbill, Anthony McCarten, Lawrence Mestel, Denis O'Sullivan, Christina Papagjika, Matthew Salloway et Molly Smith
- Production déléguée : Tanner Beard, Dennis Casali, Joshua Kushner, Stella Meghie, Rachel Smith et Seth Spector
- Sociétés de production : Compelling Pictures, Black Label Media, Muse of Fire, Primary Wave Entertainment, TriStar et West Madison Entertainment
- Société de distribution : Sony Pictures Entertainment
- Budget : 45 millions de dollars[1]
- Pays de production :  États-Unis
- Langue originale : anglais
- Format : couleur - 2,39:1 - son Dolby Digital
- Genre : drame biographique et musical
- Durée : 146 minutes
- Dates de sortie[2] :
  - Belgique[3], France[4] : 21 décembre 2022
  - États-Unis[5], Québec[6] : 23 décembre 2022

## Distribution
- Naomi Ackie (VF : Aurélie Konaté ; VQ : Sofia Blondin) : Whitney Houston[7]
- Ashton Sanders (VF : Geoffrey Loval ; VQ : Lyndz Dantiste) : Bobby Brown
- Stanley Tucci (VF : Bernard Alane ; VQ : Jacques Lavallée) : Clive Davis
- Nafessa Williams (VF : Amélia Ewu ; VQ : Naïla Louidort) : Robyn Crawford (en)
- Clarke Peters (VF : Rody Benghezala ; VQ : Thiéry Dubé) : John Houston
- Tamara Tunie (VF : Virginie Emane ; VQ : Élise Bertrand) : Cissy Houston
- Bria Danielle Singleton (VF : Nadine Girard ; VQ : Emma Bao Linh Tourné) : Bobbi Kristina Brown, adolescente
- Bailee Lopes : Bobbi Kristina (enfant)
- Daniel Washington	: Gary Houston
- JaQuan Malik Jones : Michael Houston
- Kris Sidberry	: Pat Houston
- Dave Heard (VF : Jean-Michel Vaubien) : Rickey Minor (en)
- Jaison Hunter	: Jermaine Jackson
- Paul Held	: Merv Griffin
- Lynn Leger : Anita Baker
- Ernst Berrouet : Al Sharpton
- Lance A. Williams (VQ : Maël Davan-Soulas) : Gerry Griffith
- Kevin Costner : lui même dans le rôle de Frank Farmer (archives du film Bodyguard)

Version française dirigée par Raphaël Anciaux au studio Cinéphase, d'après une adaptation des dialogues de Bob Yangasa.
 Source et légende : version française (VF) sur RS Doublage et carton du doublage français.

## Production

### Développement
En avril 2020, Stella Meghie est annoncée à la réalisation d'un film biographique sur Whitney Houston intitulé I Wanna Dance with Somebody, en clin d’œil à la chanson du même nom. Anthony McCarten est annoncé pour écrire le script et produire le film avec notamment Clive Davis (qui a produit Whitney Houston) et Pat Houston (belle-sœur de la chanteuse). En août 2020, TriStar acquiert le film. En septembre 2021, Kasi Lemmons remplace finalement Stella Meghie comme réalisatrice.

### Attribution des rôles
En décembre 2020, Naomi Ackie est confirmée dans le rôle de Whitney Houston. En septembre 2021, Ashton Sanders est choisi pour incarner Bobby Brown. Stanley Tucci rejoint peu après le film dans le rôle du producteur Clive Davis. En octobre 2021, Nafessa Williams, Clarke Peters et Tamara Tunie viennent étoffer la distribution.

### Tournage
Le tournage débute en août 2021 à Newark. Des scènes sont tournées aux Marina Studios de Boston, à Arlington et Worcester,.

### Musique
La musique du film est composée par Chanda Dancy.
La bande originale I Wanna Dance with Somebody (The Movie: Whitney New, Classic and Reimagined), comprenant 35 chansons, est sortie le 16 décembre 2022 par le label RCA Records.
Liste de pistes
1. I Wanna Dance with Somebody (Who Loves Me) (P2J Remix) de Whitney Houston et P2J (4:30)
2. Don't Cry for Me (Sam Feldt Remix) de Whitney Houston et Sam Feldt (3:19)
3. Higher Love de Whitney Houston et Kygo (3:48)
4. The Greatest Love of All (Jax Jones Mix) de Whitney Houston et Jax Jones (3:14)
5. I'm Every Woman (SG Lewis Mix) de Whitney Houston et SG Lewis (4:04)
6. How Will I Know de Whitney Houston et Clean Bandit (3:33)
7. I Love the Lord (Great John Mix) de Whitney Houston et Great John (3:08)
8. Don't Cry for Me (Darkchild Film Version) de Whitney Houston (3:53)
9. Honest (Heartbreak Hotel) de Whitney Houston et Lucky Daye (3:43)
10. Okay (It's Not Right) de Whitney Houston, Oxlade et Pheelz (2:16)
11. You'll Never Stand Alone} (Moto Blanco Remix) de Whitney Houston et Moto Blanco (3:44)
12. Love Will Save the Day (MATVEÏ Remix) de Whitney Houston et MATVEÏ (3:32)
13. Tomorrow de Whitney Houston et Samaria (3:27)
14. Home (Live from the Merv Griffin Show) de Whitney Houston (4:39)
15. You Give Good Love de Whitney Houston (4:36)
16. Saving All My Love for You de Whitney Houston (3:59)
17. If You Say My Eyes Are Beautiful de Whitney Houston et Jermaine Jackson (4:19)
18. Far Enough de Whitney Houston (4:39)
19. I Wanna Dance with Somebody (Who Loves Me) de Whitney Houston (4:52)
20. So Emotional de Whitney Houston (4:37)
21. Where Do Broken Hearts Go de Whitney Houston (4:39)
22. Moment of Truth de Whitney Houston (4:37)
23. I'm Your Baby Tonight de Whitney Houston (5:00)
24. The Star Spangled Banner de Whitney Houston (avec the Florida Orchestra - Live at Super Bowl XXV (2:14)
25. One Moment in Time de Whitney Houston (4:44)
26. I Will Always Love You de Whitney Houston ((Live from The Concert for a New South Africa)) (5:59)
27. Medley: I Loves You, Porgy / And I Am Telling You I'm Not Going / I Have Nothing (Live From the 21st Annual American Music Awards) de Whitney Houston (10:00)
28. Run to You de Whitney Houston (4:25)
29. Impossible Things de Whitney Houston et Leikely47 (3:02)
30. Why Does It Hurt So Bad (from Waiting to Exhale: Original Soundtrack Album) de Whitney Houston (4:37)
31. It's Not Right but It's Okay de Whitney Houston (4:52)
32. My Love Is Your Love de Whitney Houston (4:21)
33. I Didn't Know My Own Strength (Live from The Oprah Winfrey Show Season Premiere Part II - Whitney Houston's Show-Stopping Surprise) de Whitney Houston (4:38)
34. Clive's Message de Clive Davis (0:38)
35. Don't Cry for Me (A Cappella) de Whitney Houston (3:48)

## Accueil
Le film a rapporté un total de 59,8 millions de dollars au box office mondial.